# Turan Amirsoleimani
Turan Amirsoleimani (in persiano توران امیرسلیمانی‎, nata Qamar ol-Molouk Amirsoleimani, in persiano قمرالملوک امیرسلیمانی‎; Teheran, 4 febbraio 1905 – Parigi, 24 luglio 1994) è stata una nobildonna persiana della dinastia Qajar, per breve tempo consorte secondaria di Reza Pahlavi, penultimo Shah di Persia.

## Biografia
Turan Amirsoleimani, nata Qamar ol-Molouk Amirsoleimani, nacque il 4 febbraio 1905 a Teheran, nell'allora Sublime Stato della Persia, figlia di Isa Khan Majd es-Saltaneh, figlio di Majd ed-Dowleh Amirsoleimani, a sua volta cugino di Naser al-Din, Shah di Persia della dinastia Qajar, e da sua moglie Shams ol-Molouk Monazzah od-Dowleh. 
Diplomata alla Namous High School, nel 1922 sposò Reza Pahlavi, ministro della guerra. Fu la sua consorte secondaria, dal momento che Reza aveva già una moglie ufficiale, Tadj ol-Molouk. La coppia ebbe un figlio, Gholam, per poi divorziare subito dopo, nel 1923. Nell'atto di divorzio, si legge che Reza la considerava "arrogante". Due anni dopo, Reza fu proclamato Shah di Persia, fondando la dinastia Pahlavi, che fu l'ultima dinastia iraniana. Come consorte secondaria e per di più divorziata, Turan non ricevette alcun titolo, malgrado all'estero ci si riferisse occasionalmente a lei come alla "Regina Turan", ma suo figlio fu invece elevato a principe imperiale. 
Turan visse da divorziata insieme al figlio durante il regno del suo ex marito, in una delle residenze reali, e continuò a farlo anche nei primi anni di regno di Mohammed Reza, figlio di Reza e Tadj, che era salito al trono nel 1941 dopo la deposizione del padre e fu l'ultimo Shah di Persia, ma nel 1945, un anno dopo la sua morte, si risposò, con Zabihollah Malekpour, ricco commerciante. Tadj, che non aveva mai accettato i secondi matrimoni del marito (che in seguito al divorzio prese nuovamente una seconda co-moglie, Esmat Dowlatshahi) e che ora era Regina madre, approfittò delle nuove nozze di Turan per scacciarla dalla residenza che occupava, accusandola di aver mancato di rispetto alla memoria di Reza e di non necessitare più della dimora, malgrado la stessa Tadj si fosse risposata in quell'anno. 
Dopo la rivoluzione islamica del 1979, che pose fine alla monarchia in Iran ed esiliò i Pahlavi, Turan si rifugiò prima in Germania e poi a Parigi, dove morì il 24 luglio 1995. Venne sepolta nel cimitero di Thiais, e suo figlio venne poi sepolto accanto a lei, nel 2017. 
La casa iraniana di Turan fu sequestrata dal governo islamico e parzialmente demolita dalla Imam Khomeini Relief Foundation il 19 luglio 2016, prima di essere venduta a un privato e abbattuta completamente.

## Discendenza
Dal suo primo marito, Reza Pahlavi, ebbe un figlio:
- Principe Gholam Reza Pahlavi (15 maggio 1923 – 7 maggio 2017). Si sposò due volte, con discendenza da entrambi i matrimoni.